# Sezon grzewczy
Sezon grzewczy – okres, w którym warunki atmosferyczne powodują konieczność ciągłego dostarczania ciepła w celu ogrzewania budynku wielolokalowego.